# Le Parrain (mini-série)
Pour les articles homonymes, voir Le Parrain et The Godfather.
Le Parrain (version intégrale pour la télévision) ou La Saga du Parrain (The Godfather: A Novel for Television ou The Godfather Saga), est une mini-série télévisée américaine composée de trois épisodes de 93 minutes et d'un épisode de 140 minutes, réalisée par Francis Ford Coppola et diffusée à partir du 12 novembre 1977 sur le réseau NBC. Elle regroupe les longs métrages Le Parrain (1972) et Le Parrain, 2e partie (1974), agrémentés de scènes inédites. En 1992, une version comprenant Le Parrain, 3e partie, intitulée The Godfather Trilogy: 1901–1980, sort directement en vidéo.
En France, la mini-série est diffusée en neuf épisodes de 50 minutes à partir du 29 mars 1984, sur Antenne 2. Elle fut rediffusée du 7 janvier 1988 au 19 janvier 1988 sur Antenne 2, rediffusée en quatre épisodes du 8 mars 1991 au 27 mars 1991 sur La Cinq à l'occasion de la sortie du Parrain, 3e partie le 27 mars 1991.
Elle fut diffusée en neuf épisodes de 50 minutes pour la première fois en version originale sous-titrée du 7 juillet 2002 au 10 août 2002 sur Paris Première. Enfin, elle fut diffusée du 20 juillet 2008 au 10 août 2008 sur Direct 8.

## Fiche technique
Sauf indication contraire, les informations mentionnées dans cette section peuvent être confirmées par la base de données cinématographiques IMDb,  présente dans la section « Liens externes ».
- Titre original : The Godfather: A Novel for Television (1977)
  - The Godfather: A Novel for Television (1992)
- Titre français : Le Parrain (sous-titré version intégrale pour la télévision
- Titre international alternatif : The Godfather Saga
- Autres titres anglophones : The Godfather: The Epic 1902-1959, The Godfather 1902-1959: The Complete Epic, The Godfather Novella ou Mario Puzo's The Godfather: A Novel for Television
- Réalisation : Francis Ford Coppola
- Scénario : Mario Puzo et Francis Ford Coppola, d'après le roman Le Parrain de Mario Puzo
- Photographie : Gordon Willis
- Montage : Barry Malkin
- Musique : Carmine Coppola et Nino Rota
- Production : Francis Ford Coppola et Al Ruddy

Coproducteurs : Gray Frederickson et Fred Roos
- Sociétés de production : American Zoetrope et Paramount Pictures
- Sociétés de distribution : NBC (États-Unis, TV - 1977), Paramount Home Video
- Budget : n/a
- Pays d'origine :  États-Unis
- Langues originales : anglais et italien
- Format : couleur
- Genre : gangsters, drame
- Durée : 434 minutes (1977)
  - 386 minutes (The Godfather 1902–1959: The Complete Epic)
  - 423 minutes (Mario Puzo's The Godfather: The Complete Epic 1901-1959)
  - 583 minutes (The Godfather Trilogy: 1901-1980)
- Première diffusion :

 États-Unis : 12 novembre 1977 - 15 novembre 1977 (sur NBC)
- Autres dates de sortie :

 États-Unis : 30 octobre 1992 (The Godfather Trilogy: 1901-1980, en vidéo)

## Distribution
- Marlon Brando (VF : William Sabatier) : Don Vito Corleone
- Al Pacino (VF : Maurice Sarfati) : Michael Corleone
- Robert De Niro : Vito Corleone jeune
- James Caan (VF : Bernard Tiphaine) : Santino « Sonny » Corleone
- Robert Duvall : Tom Hagen
- Diane Keaton (VF : Perrette Pradier) : Kay Adams-Corleone
- Talia Shire (VF : Béatrice Delfe) : Constanza « Connie » Corleone-Rizzi
- John Cazale (VF : Francis Lax) : Frederico « Fredo » Corleone
- Richard Castellano (VF : Roger Lumont) : Pete Clemenza
- Abe Vigoda (VF : Sady Rebbot) : Salvatore « Sal » Tessio
- Sterling Hayden : Capitaine McCluskey
- John Marley : Jack Woltz
- Richard Conte : Don Emilio Barzini
- Al Lettieri (VF : Serge Sauvion) : Virgil « le Turc » Sollozzo
- Gianni Russo : Carlo Rizzi
- Alex Rocco (VF : Alain Dorval) : Moe Greene
- Lee Strasberg : Hyman Roth
- Michael V. Gazzo (VF : Henri Labussière) : Frankie Pentangeli
- G. D. Spradlin (VF : Jean-Claude Michel) : le sénateur Pat Geary
- Ivonne Coll : Yolanda
- Louis Guss : Don Zaluchi

## Histoire des éditions
Dans un très probable souci de financement du tournage chaotique de son film Apocalypse Now, alors en dépassement de budget, Francis Ford Coppola demanda à son monteur Barry Malkin de réaliser pour la télévision une version de 7 heures des deux premiers films de sa saga Corleone.
En résulte un montage chronologique : Le Parrain, 2e partie fut découpé en deux, d'un côté les séquences du début du XXe siècle, de l'autre les séquences contemporaines. Dans ce nouveau montage, le deuxième film servait à la fois de prologue et de suite au Parrain. Malkin atténua la violence, les scènes de nudité (Apollonia se dénude sans montrer ses seins) et les écarts de langage pour la diffusion télévisée.
Cette version intègre aussi des scènes coupées qui ne figurent dans aucune édition précédente.
En 1977, NBC diffuse la mini-série Le Parrain, d'une durée de 434 minutes et qui propose un montage, chronologique et rallongé, des deux premiers films de la saga.
Pour fêter le 40e anniversaire du Parrain, la chaîne câblée américaine AMC a diffusé la mini-série The Godfather Saga pour la première fois dans une version restaurée en haute définition et en Format 16/9, les 3 et 4 mars 2012.

### The Godfather 1902-1959: The Complete Epic
Aux États-Unis, cette version est sortie en VHS en 1981 dans une version raccourcie de 386 minutes. La chaîne câblée américaine HBO a diffusé The Godfather 1902–1959: The Complete Epic pour la première fois dans une version intégrale de 423 minutes comprenant des séquences inédites en janvier 2016.

### The Godfather Trilogy: 1901-1980
Après la sortie du Parrain, 3e partie (1990), un montage similaire avec le 3e film, dans l'ordre chronologique, est réalisé. Dans cette version, intitulée The Godfather Trilogy: 1901-1980, sorti directement en VHS (5 VHS) et Laserdisc en 1992. Francis Ford Coppola a intégré des scènes coupées qui ne figurent dans aucune édition précédente. La durée totale est de 583 minutes, soit 9 heures et 43 minutes.
Cette version est toujours inédite à la télévision.